# Luwsangijn Buudaj
Luwsangijn Buudaj (mong. Лувсангийн Буудай; ur. 8 marca 1940) – mongolski kolarz szosowy, olimpijczyk. 
Brał udział w igrzyskach olimpijskich w 1964 roku (Tokio). Startował w dwóch konkurencjach. Jazdę indywidualną zakończył na 103. miejscu ze stratą ponad 22 minut do zwycięzcy (wyprzedził czterech sklasyfikowanych zawodników), a w drużynowym wyścigu na 100 kilometrów wraz z kolegami zajął 23. miejsce wśród 32 zespołów. Osiągnęli oni wynik 2-48:55,57 (skład  ekipy – Jandżingijn Baatar, Luwsangijn Erchemdżamc, Luwsangijn Buudaj, Czojdżildżawyn Samand).